# トーマス・クリスチャンセン
トーマス・クリスティアンセン（Thomas Christiansen, 1973年3月11日 - ）は、デンマーク・北ユラン地域出身の元サッカー選手、現サッカー指導者。元スペイン代表。現役時代のポジションはフォワード。

## 経歴

### 初期の経歴
父親はデンマーク人、母親はスペイン人である。デンマークのハスンに生まれ、デンマークで育った。9歳の時に地元のアヴェズウーアIFの下部組織でサッカーを始め、1988年には1年だけブロンビーIFの下部組織にも在籍し、1989年にヴィズオウアIFの下部組織に移った。レアル・マドリードの下部組織の練習に参加したこともあったが、レアル・マドリード入団を母親が許さず、デンマークのボルクルッベン・アフ93（FCコペンハーゲンの前身クラブのひとつ）の下部組織に移った。1991年5月にはユースチームのケベンハウンズBK（やはりFCコペンハーゲンの前身クラブのひとつ）戦で6得点を挙げた。スペイン王者FCバルセロナの下部組織の練習に参加し、同年7月にバルセロナと4年契約を結んだ。

### バルセロナ
バルセロナのトップチームの監督はヨハン・クライフであり、クリスチャンセンと同じデンマーク人のミカエル・ラウドルップが在籍していた。同じデンマーク人のロニー・エーケルンドが在籍していたFCバルセロナBの一員となったが、頻繁にトップチームの練習に参加した。バルセロナ加入後にスペイン国籍を取得することが契約条項に盛り込まれていたため、クリスチャンセンはスペイン人扱いとなって外国人選手枠の対象から外れた。国籍取得後の1992年12月にはU-21スペイン代表に招集され、U-21ドイツ戦(2-1)で得点した。1993年1月の段階ではまだトップチームデビューしていなかったが、ハビエル・クレメンテ監督によってスペインA代表に初招集され、メキシコ戦でA代表デビュー。この試合にスペイン代表のレギュラーはほとんど出場しなかったが、クリスチャンセンは好プレーを見せた。
バルセロナとの契約を1997年まで延長し、UEFAスーパーカップのヴェルダー・ブレーメン戦ファーストレグで7分間だけ出場してトップチームデビューした。コパ・デル・レイのアトレティコ・マドリード戦では、トップチームで初めてフル出場した。もう一度スペイン代表に招集され、1994 FIFAワールドカップ・ヨーロッパ予選のリトアニア戦(5-0)に途中出場すると、ヒールキックによるお洒落なシュートを決めたが、その後は代表キャップを増やすことはなかった。バルセロナのトップチームでは、リーグ戦に1試合も出場していない。1993年2月にはスポルティング・デ・ヒホンにレンタル移籍したが、1992-93シーズン後半戦の大半を負傷で棒に振り、4得点に終わった。同年7月にはバルセロナに復帰したが、プレシーズンに再び負傷し、クライフ監督の下でのプレーの夢を断たれた。1994年にはCAオサスナにレンタル移籍し、1994-95シーズンにはラシン・サンタンデールにレンタル移籍した。ラシンでは順調なスタートを切り、リーグ戦初出場後に再びスペイン代表に招集されたが、負傷の影響で代表を離脱した。

### 様々なクラブでの成功
当時のリーガ・エスパニョーラの規則には、「3年間レンタル移籍を行なった選手に対しては、レンタル元クラブが他クラブへの移籍を拒否するならば、選手に対して金銭的な補償を行なわねばならない」と定められていた。1995年10月にはマンチェスター・シティFC（イングランド）への完全移籍でクラブ間合意に達していたが、クリスチャンセンはスペインに残ることを希望し、1996年1月にレアル・オビエドに完全移籍した。移籍金は460万デンマーク・クローネ。順調なスタートを切ったが、1996-97シーズンは31試合に出場して無得点に終わった。1997年11月、セグンダ・ディビシオン（2部）のビジャレアルCFに移籍した。1997-98シーズン終了後にはプリメーラ・ディビシオン（1部）昇格を達成したが、1998-99シーズンはリーグ戦無得点と失敗に終わり、クラブも1シーズンでセグンダ降格となった。メキシコのクラブへの移籍は実現せず、所属クラブがない状態で1999-2000シーズン開幕を迎えた。1999年10月、下部リーグのテッラーサFCと契約した。2000年にはギリシャのパニオニオスFCに移籍してプレーし、2000年8月には母国に戻ってデンマーク・スーペルリーガのヘルフォルゲBKと契約した。母国のトップリーグ初挑戦となったが、ヘルフォルゲでは良いプレーを見せ、2位となったブロンビー戦では2得点を挙げた。

### ドイツでの飛躍
2001年1月、ドイツ・ブンデスリーガ（1部）のVfLボーフムに移籍した。ヘルフォルゲの時と同じように、ボーフムは2000-01シーズン終了後にツヴァイテリーガ（2部）降格したが、2001-02シーズンはツヴァイテリーガで17得点を挙げ、チーム内得点王となってブンデスリーガ昇格に貢献した。2002-03シーズンは開幕戦からの3試合で6得点を記録するなど、ブンデスリーガで21得点を挙げ、エウベル（FCバイエルン・ミュンヘン）と並んで得点王となった。
2003年6月、フレディ・ボビッチの後釜としてハノーファー96に移籍し、背番号9を渡された。2003-04シーズンは9得点に終わり、ボーフム時代の輝きを再び見せつけることはできなかった。ハノーファーでは度重なる怪我に悩まされ、膝の手術を一度、脛骨の負傷を二度経験した。2006年夏には契約満了でハノーファーを離れ、その後すぐに現役引退を表明した。

### 指導者時代
2013年2月、アラビアン・ガルフ・リーグのアル・ジャジーラ・クラブにてルイス・ミジャの下アシスタントコーチに就任し指導者のキャリアを始めたが、同年10月にミジャが解任されたことに伴いクラブを退団した。2014年4月にキプロス・ファーストディビジョンに所属するAEKラルナカの監督に招聘された。2016年5月21日、APOELニコシアと1年契約を交わした。

## 人物
デンマークの国籍以外にスペインの国籍も取得している。スペイン人女性と結婚している。

## 代表での得点
| #  | 日付          | 場所       | 対戦相手   | スコア | 最終結果 | 大会                                    |
| -- | ------------- | ---------- | ---------- | ------ | -------- | --------------------------------------- |
| 1. | 1993年2月24日 | セビージャ | リトアニア | 4–0    | 5–0      | 1994 FIFAワールドカップ・ヨーロッパ予選 |

## タイトル

### 選手時代
FCバルセロナ
- UEFAスーパーカップ:1回（1992）
- プリメーラ・ディビシオン:1回（1992–93）
- スーペルコパ・デ・エスパーニャ:1回（1992）

個人
- ブンデスリーガ得点王:1回（2002-03）

### 指導者時代
APOELニコシア
- キプロス・ファーストディビジョン:1回（2016-17）